# Паганамаа (деревня)
Па́ганама́а (эст. Paganamaa), народное название ранее также Тру́мбипалу (эст. Trumbipalu) — деревня в волости Рыуге уезда Вырумаа, Эстония.
До реформы местных самоуправлений Эстонии 2017 года входила в состав волости Варсту.

## География и описание

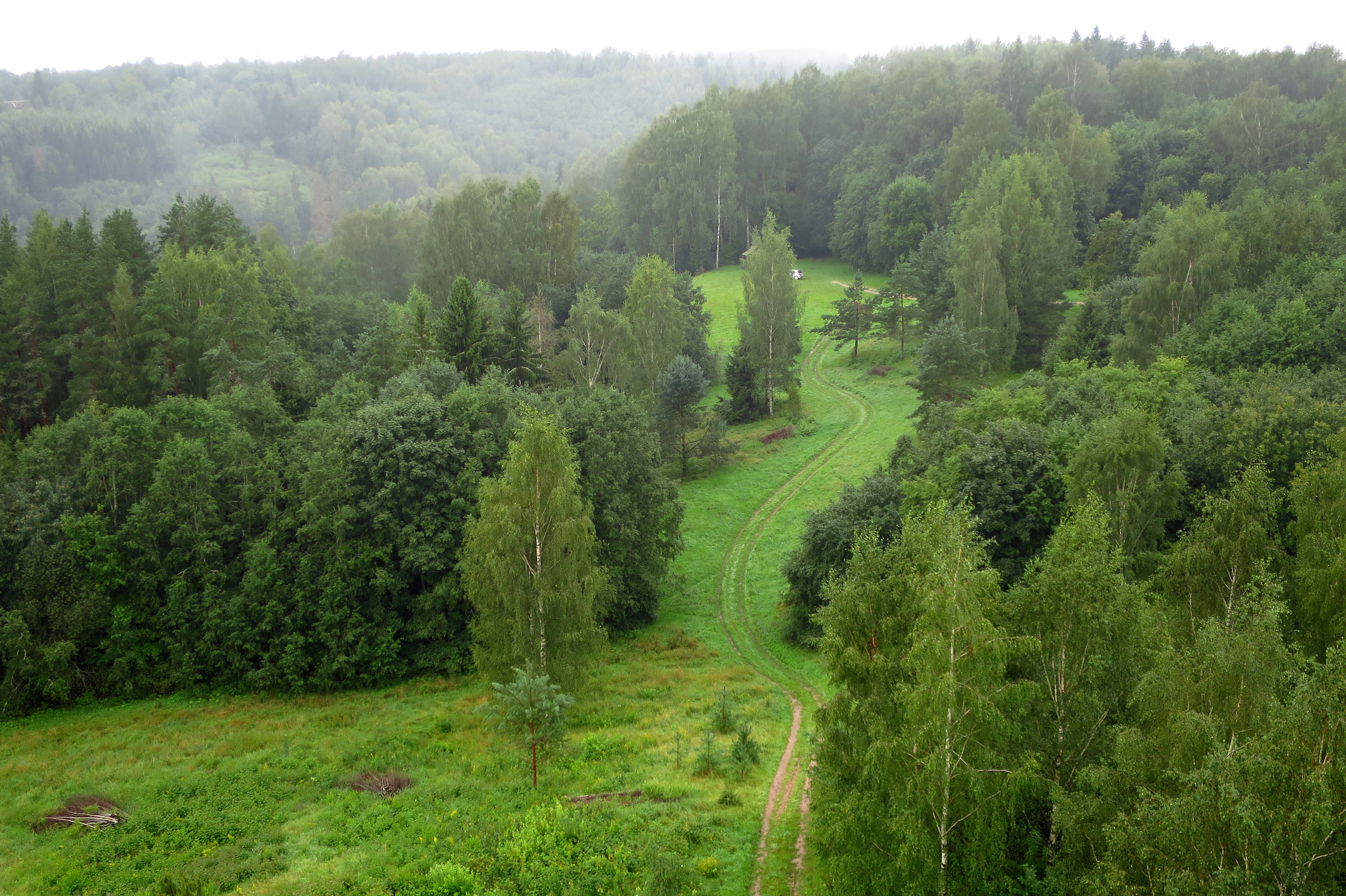
Природный парк Паганамаа

Расположена в южной части Эстонии, на границе с Латвией. Расстояние до уездного центра — города Выру — 31 километр, до волостного центра — посёлка Рыуге — 15 километров. Высота над уровнем моря — 146 метров.
Деревня составляет часть природного парка Паганамаа (1029,9 гектара), включающего природоохранную зону Паганамаа сети Натура 2000 (200,8 гектара).
На территории деревни расположено озеро Краби Вескиярв. Частично на территории деревни и частично на территории Латвии расположена озёрная система Паганамаа: озёра Киккаярв (Паганамаа Киккаярв), Сарапууярв (Паганамаа Сарапууярв), Лийваярв (Паганамаа Лийваярв) и Мудаярв (Паганамаа Мудаярв). Из северо-восточного озера Киккаярв берёт начало река Пеэли, протекающая затем через три остальных озера.
Красота местной природы, пешеходные тропы и легенды о Ванапагане, неоднозначном персонаже эстонского фольклора, увеличили популярность названия Паганамаа, поэтому оно используется в качестве добавочного имени во всём регионе.
Климат умеренный. Официальный язык — эстонский. Почтовый индекс — 66115.

## Население
По данным переписи населения 2021 года, в Паганамаа насчитывалось 39 жителей, все — эстонцы. 
По состоянию на 1 января 2020 года в деревне насчитывалось 44 жителя: 24 женщины и 20 мужчин; 30 человек трудоспособного возраста (15-64 года), 5 детей в возрасте до 15 лет и 9 человек пенсионного возраста (65 лет и старше).
По данным переписи населения 2011 года, в деревне проживали 43 человека, все — эстонцы.
Численность населения деревни Паганамаа:
| Год  | 1959 | 1970 | 1979 | 989  | 2000 | 2011 | 2017 | 2018 | 2019 | 2020 | 2021 |
| ---- | ---- | ---- | ---- | ---- | ---- | ---- | ---- | ---- | ---- | ---- | ---- |
| Чел. | 36   | ↘ 19 | ↗ 51 | ↗ 56 | ↘ 44 | ↘ 43 | ↘ 42 | ↗ 47 | ↘ 45 | ↘ 44 | ↘ 39 |

## История
В письменном источнике примерно 1920 года упоминается первоначальное название деревни — Trumbipalu. Различные разговорные топонимы-прозвища сначала появились в исторической деревне в юго-западной части современной деревни Паганамаа. Официальный статус она получила в 1977 году при присоединении к ней также деревень Ламбри и Саратоки-Рюйтель.
Одни считают, что Паганамаа получила такое название потому, что в ней присутствуют следы древнего язычества. Другие — потому, что там проживало много дураков и воров. Считается также, что в старину бедняки, воры или те, кто прятался от правительства, селились в Паганамаа. У кого-то был небольшой дом, кто-то жил в землянке. Здесь насчитывалось несколько десятков семей. Они не ходили в церковь, не платили налогов. Это было как-бы отдельное государство.

## Галерея

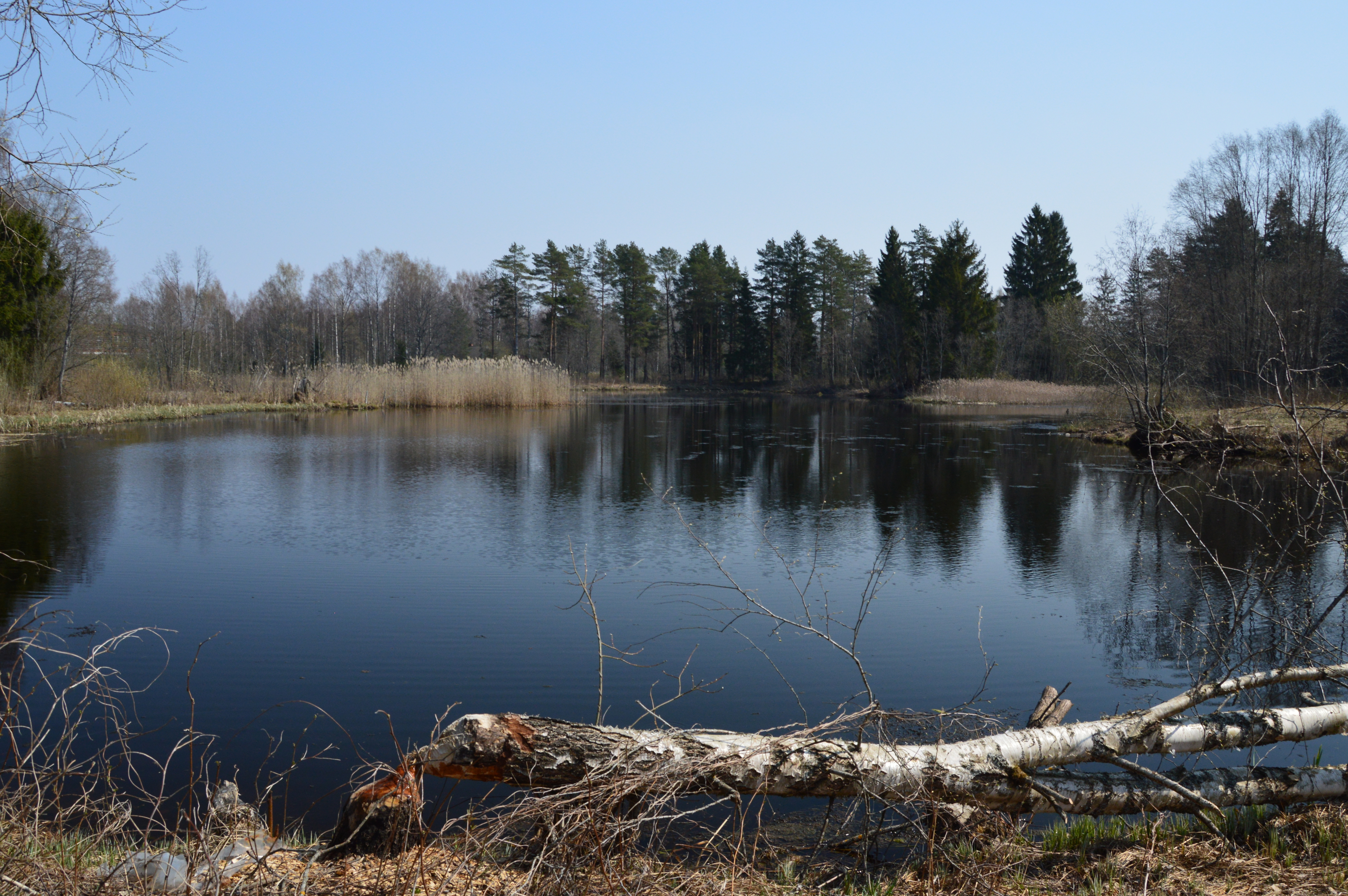
Озеро Краби Вескиярв
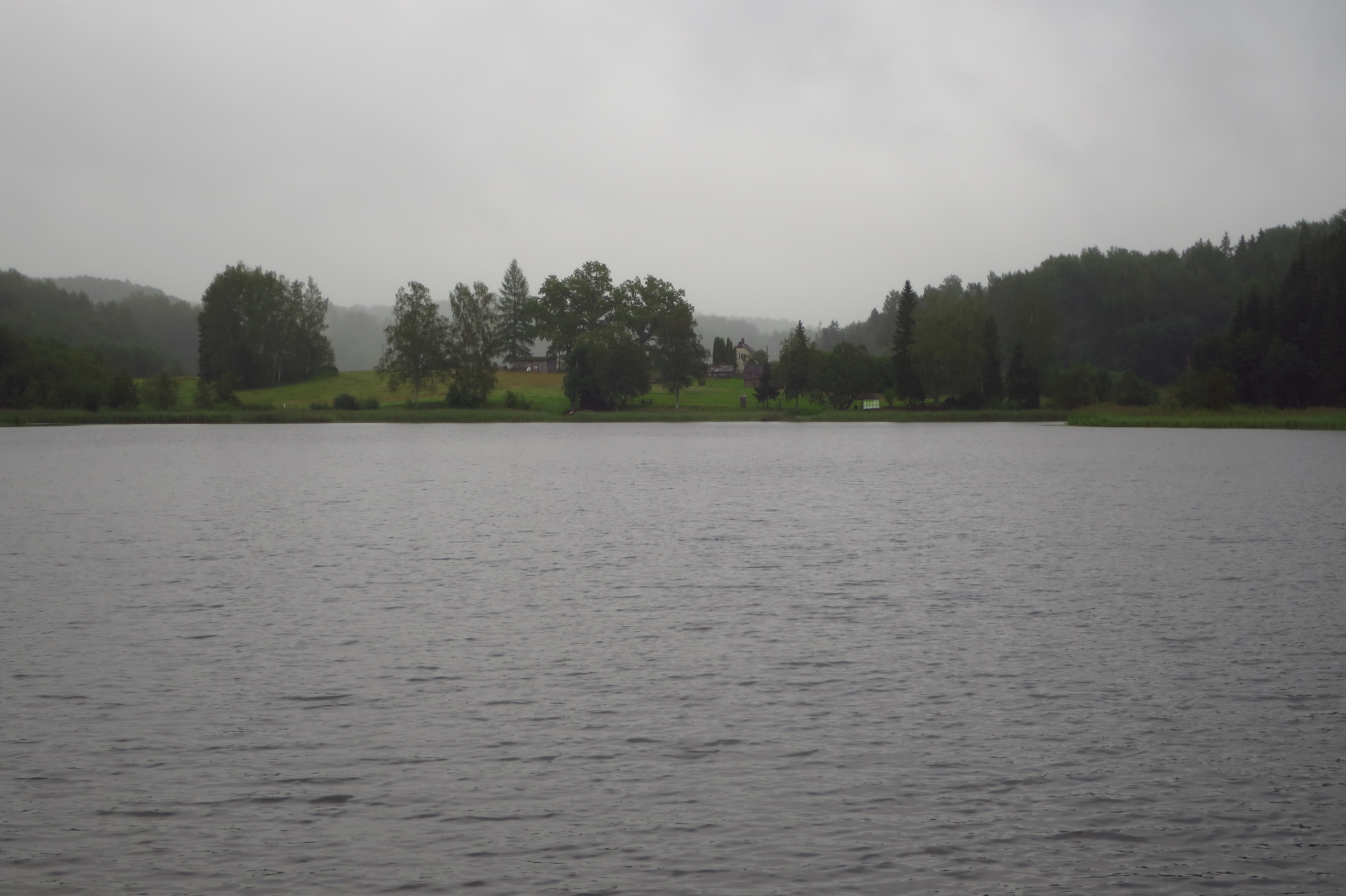
>Озеро Киккаярв
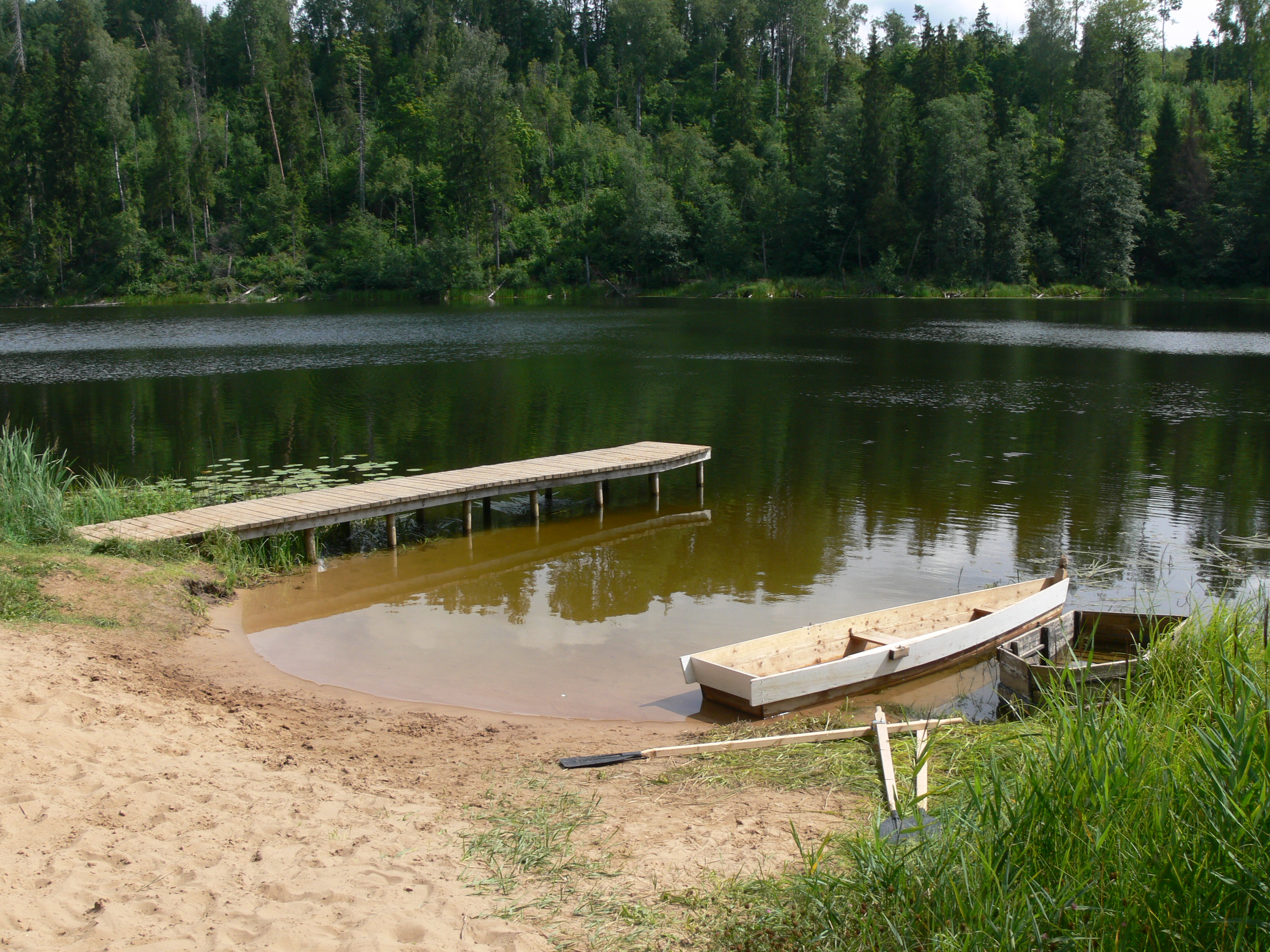
Озеро Лийваярв
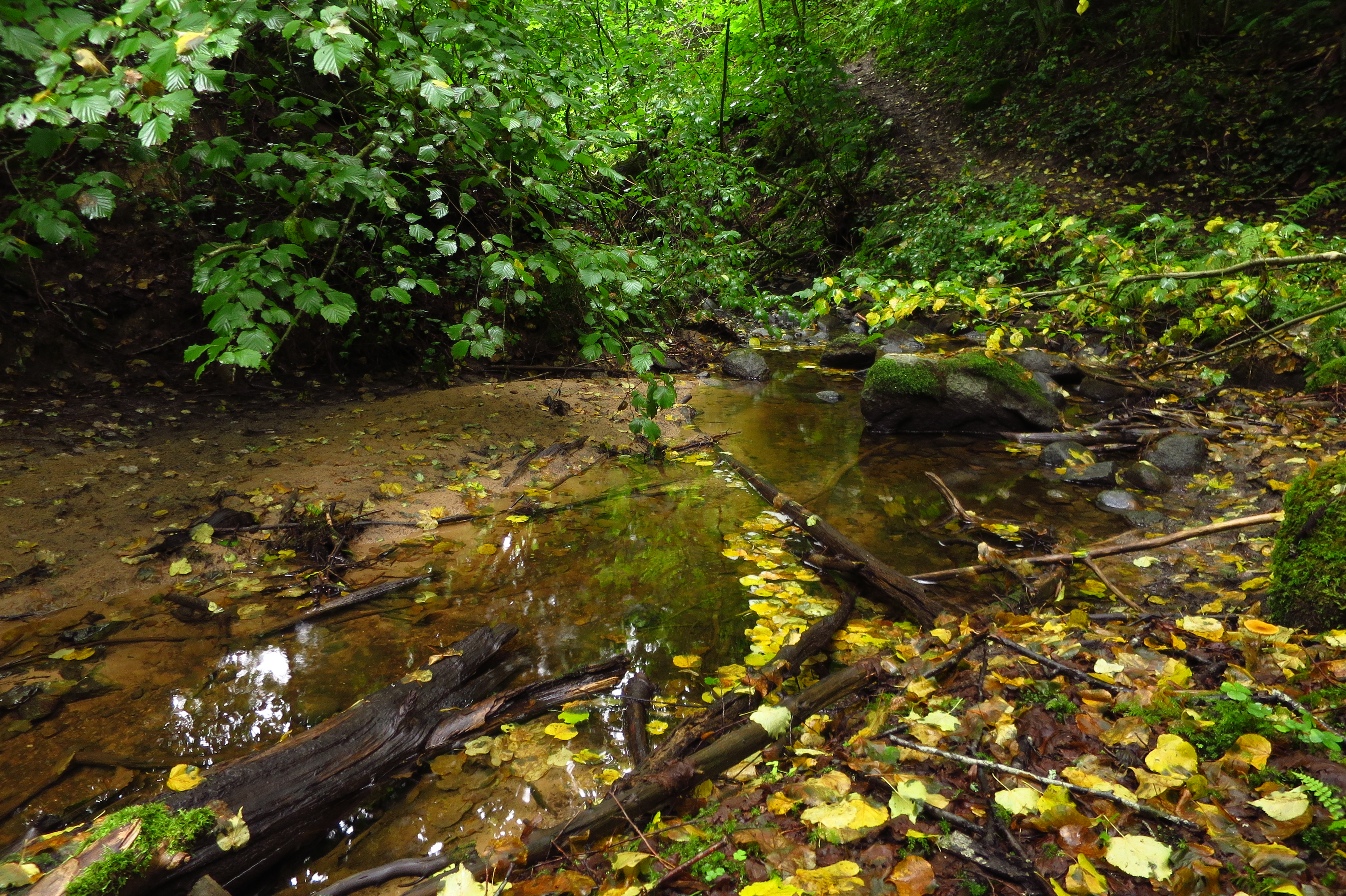
Река Пеэли

## Комментарии
1. ↑  Эстонские топонимы, оканчивающиеся на -а, не склоняются и не имеют женского рода (исключение — Нарва)[9].